# Marta Renucci
Marta Renucci (Mausoleo, 11 febbraio 1904 – Furiani, 11 settembre 1997) è stata una giornalista francese esponente dell'irredentismo italiano in Corsica.

## Biografia
Figlia di un gendarme, "Madame Cristo" (come era soprannominata dal cognome del marito, il colonnello Petru Simon Cristofini) segnò di sé un'epoca, quella dell'emancipazione della donna in Corsica. Aveva compiuto gli studi a Nizza e quindi a Parigi dove venne eletta "Miss Corsica". Fu la prima donna in Corsica a esercitare la professione di giornalista e per più di vent'anni fu corrispondente di "Corse matin".
Il 30 ottobre 1928 sposò a Mausoleo (in Balagna) il colonnello Petru Simon Cristofini. Costui, scoppiata la seconda guerra mondiale, aderì al regime del maresciallo Pétain, Capo dello Stato francese, nato dalla sconfitta della Francia.
Successivamente Marta Renucci simpatizzò per l'irredentismo corso filoitaliano e per l'occupazione italiana della Corsica (1942-1943). Mantenne contatti epistolari con Petru Giovacchini sulla possibilità di unire la Corsica al Regno d'Italia.
Con l'occupazione della Corsica da parte delle truppe della Francia Libera di Charles De Gaulle, il marito Cristofini venne fucilato ad Algeri con l'accusa di tradimento.
Anche Marta Renucci, che affermava apertamente idee filoitaliane, fu arrestata con la stessa accusa e condannata a vari anni di prigione. Scontata la pena nelle carceri di Algeri, rientrò in Corsica dove visse fino alla morte (avvenuta al policlinico di Furiani) in isolamento.